# Randolph (Minnesota)
Randolph és una població dels Estats Units a l'estat de Minnesota. Segons el cens del 2000 tenia 318 habitants.

## Demografia
Segons el cens del 2000, Randolph tenia 318 habitants, 117 habitatges, i 89 famílies. La densitat de població era de 124 habitants per km².
Dels 117 habitatges en un 38,5% hi vivien nens de menys de 18 anys, en un 65% hi vivien parelles casades, en un 6% dones solteres, i en un 23,9% no eren unitats familiars. En el 22,2% dels habitatges hi vivien persones soles el 4,3% de les quals corresponia a persones de 65 anys o més que vivien soles. El nombre mitjà de persones vivint en cada habitatge era de 2,72 i el nombre mitjà de persones que vivien en cada família era de 3,13.
Per edats la població es repartia de la següent manera: un 28,9% tenia menys de 18 anys, un 6,6% entre 18 i 24, un 33% entre 25 i 44, un 20,4% de 45 a 60 i un 11% 65 anys o més.
L'edat mediana era de 35 anys. Per cada 100 dones de 18 o més anys hi havia 98,2 homes.
La renda mediana per habitatge era de 42.750 $ i la renda mediana per família de 48.125 $. Els homes tenien una renda mediana de 35.375 $ mentre que les dones 25.000 $. La renda per capita de la població era de 16.947 $. Entorn del 3,9% de les famílies i el 4,3% de la població estaven per davall del llindar de pobresa.

## Poblacions més properes
El següent diagrama mostra les poblacions més properes.